# Hagnón
Hagnón fue un estadista y general ateniense del siglo V a. C., hijo de Nicias. 
Durante la guerra del Peloponeso, sirvió como general en varias ocasiones. Fue uno de los firmantes de la Paz de Nicias y de la alianza subsiguiente entre Atenas y Esparta. En 411 a. C., durante el golpe de Estado oligárquico en Atenas de Los Cuatrocientos, apoyó el establecimiento de la oligarquía y fue uno de los diez comisionados designados para redactar una nueva politeia (constitución).
Fue elegido estratego por vez primera en 440 a. C.-439 a. C., por segunda en 430-429 a. C, y de nuevo en 429-428 a. C.
Desde la ciudad de Eyón fue enviado en el 437 a. C. a establecer una colonia en el lugar llamado Nueve Caminos, en Tracia. Anteriormente, hubo dos intentos previos de fundación de una colonia en este valioso emplazamiento, muy atrayente por su estatégica posición en las rutas comerciales entre el Helesponto y la Grecia continental, y porque constituía el principal punto de comercio con el rico valle del Estrimón. Fue derrotado por las hostiles poblaciones nativas, pero al mando de una fuerza de colonos derrotó a la tribu tracia de los edones. Allí fundó una ciudad a la que dio el nombre de Anfípolis (Amphípolis, 'ciudad rodeada') porque estaba situada en una isla en un meandro del río Estrimón. Con una muralla, un verdadero recinto de trazado de largo perímetro, al este, completó el cerco natural que ofrecía el Estrimón en los otros puntos cardinales. Se construyó una acrópolis, situada sobre una colina y fue fortificada.

## Expedición contra Calcídica y Potidea
Hacia finales de junio de 430 a. C. sus tropas (comandadas también por Cleopompo, hijo de Clinias, y por Pericles, hijo de Jantipo) fueron enviadas contra los calcideos y contra Potidea) aún asediada, para intentar el asalto con máquinas de guerra, en el momento en que se acababan de retirar los hombres de Formión, que habían estado saqueando la Calcídica. La retirada de estos efectivos se produjo tal vez después de los tratados de los atenienses con Sitalces, rey de los tracios odrisios y Pérdicas, rey de Macedonia, en el verano del 431 a. C. Las tropas atenienses fueron diezmadas, porque allí también sobrevino la plaga que azotaba Atenas, debido al contagio de las tropas de Hagnón. Regresó a Atenas con sus naves, después de haber perdido 1050 de sus 4000 hoplitas y 300 jinetes a causa de la epidemia, en el trascurso de 40 días. Los soldados que ya estaban en Potidea continuaron el asedio.

## Otras campañas
En 440 a. C., compartió el mando del ejército ateniense en la guerra de Samos:
Esta guerra estalló entre los samios y los milesios en el 441-440 a. C., quienes se disputaban la posesión de la ciudad de Priene. Los milesios que iban perdiendo, aun contando con el apoyo de algunos samios que querían cambiar de régimen político, solicitaron la intervención de Atenas. Los atenienses enviaron 40 naves, establecieron la democracia, trasladaron a la isla de Lemnos a los rehenes que habían apresado, 50 niños y 50 hombres, y después de dejar una guarnición, regresaron a su ciudad. Algunos samios que se opusieron al cambio político viajaron a Sardes, situada en Anatolia a unos 100 km al nordeste de la isla de Samos. Allí concertaron una alianza con Pisutnes, el sátrapa de Lidia. Con los mercenarios que reclutaron volvieron a su isla y redujeron a la mayoría de los demócratas. De forma furtiva se llevaron de Lemnos a sus compatriotas rehenes. La guarnición y los magistrados atenienses que estaban en la isla fueron entregados al sátrapa. Hay que señalar que estos magistrados inspectores (epískopoi) habían sido enviados para vigilar la observancia de la nueva constitución samia.
A renglón seguido, los oligarcas samios, con la ayuda de los bizantinos prepararon una expedición contra Mileto. Bajo el mando de Pericles y de otros nueve estrategos, fueron en su ayuda con 44 trirremes. La flota ateniense venció, junto a la isla de Tragia, a las 60 naves samias procedentes de Mileto.
Después, la flota ateniense fue reforzada por 65 barcos, 40 procedentes de Atenas y 25 de la isla de Quíos. Las tropas desembarcaron, sitiaron y bloquearon la ciudad de Samos mediante unas fortificaciones que levantaron frente a los tres lados de la ciudad que miraban a tierra. Informado Pericles de que naves fenicias navegaban hacia Samos, zarpó hacia Caria y Cauno en busca de dicha flota. Bajo el mando del general y filósofo Meliso, los samios aprovecharon la tesitura para realizar una salida con sus trirremes y cayeron sobre el desprotegido campamento naval enemigo. Destruyeron las naves de vigilancia y en una batalla vencieron a las que salieron a su encuentro. Durante 14 días dominaron el mar que bañaba sus costas. Al regresar Pericles fueron de nuevo bloqueados por la flota ateniense, que fue reforzada por 40 naves capitaneadas por Tucídides, Hagnón y Formión. Otras veinte naves dirigidas por Tlepólemo, Formión y Hagnón llegaron a la isla. Completaron el refuerzo, 30 de Quíos y de Lesbos.
Los samios, tras entablar una batalla naval de escasa importancia e incapaces de resistir nueve meses de asedio se avinieron en 439 a. C. a desmantelar sus murallas, entregar rehenes y pagar una indemnización por gastos de guerra, en tres plazos de 128, 368 y 908 talentos. Según las fuentes literarias y epigráficas Atenas habría gastado uno 1200 talentos en la campaña de Samos. Los bizantinos fueron sometidos seguramente sin que fuera necesario un asedio.

## Honores, muerte y descendencia
Durante varios años fue honrado como el fundador de Anfípolis, pero en 422 a. C. en el transcurso de la guerra arquidámica, que enfrentó a la Confederación de Delos con la Liga del Peloponeso, Anfípolis se pasó al bando espartano, y los anfipolitanos transfirieron el honor de ser el fundador de la ciudad al general espartano Brásidas. Este general murió defendiendo Anfípolis ante sus murallas contra el intento de reconquista de los atenienses.
Fue padre del estratego y político oligarca ateniense Terámenes, que tan destacado papel tendría en los últimos años de la guerra de Decelia, cuando la supremacía ateniense fue puesta en jaque por las fuerzas espartanas bajo el mando del general espartano Lisandro y Atenas capituló ante el rey de Esparta Pausanias en 405 a. C.